# فيتل فور واي
فيتال فور واي بالإنجليزية (Fatal 4-Way) كان عرض مصارعة حرة ترفيهي عرض في 20 يونيو 2010 من قبل اتحاد المصارعة الترفيهي في ونيوندالي، نيويورك في الولايات المتحدة الأمريكية هو عرض دفع للمشاهدة PPV و ضم العديد من المباريات للمصارعين في الاتحاد حسب سيناريو العداوات في الاتحاد في الأسابيع الماضية التي تسبق العرض .

## المباريات
| # | المباراة                                              | الشروط                                                 |
| - | ----------------------------------------------------- | ------------------------------------------------------ |
| 1 | شايموسهزم جون سينا (ب) ضد راندي اورتن ضد ادم كوبيلاند | مباراة رباعية على بطولة الدبليو دبليو إي               |
| 2 | ري ميستيريو هزم سي إم بنك ضد ذا بيغ شو ضد جاك سواجر   | مباراة شعر - إذا خسر سي ام بونك يجب عليه ان يحلق شعره. |

## روابط خارجية
- فيتال فور واي على موقع IMDb (الإنجليزية)
- فيتال فور واي على موقع قاعدة بيانات الفيلم (الإنجليزية)
- فيتال فور واي على موقع كينوبويسك (الروسية)